# Lannion
Lannion je francouzská obec v departementu Côtes-d'Armor v regionu Bretaň. V roce 2011 zde žilo 19 920 obyvatel. Je centrem arrondissementu Lannion.
Město se rozkládá na březích řeky Léguer, která teče pod městem asi devět kilometrů od ústí do Lamanšského průlivu.

## Vývoj počtu obyvatel
Počet obyvatel 